# جلكى فانكوفرية
جلكى فانكوفرية (الاسم العلمي: Entosphenus macrostomus ) هي نوع من الحيوانات المائية يتبع جنس جلكى وتدية من فصيلة الجلكية.